# Pé de galinha (dominó)

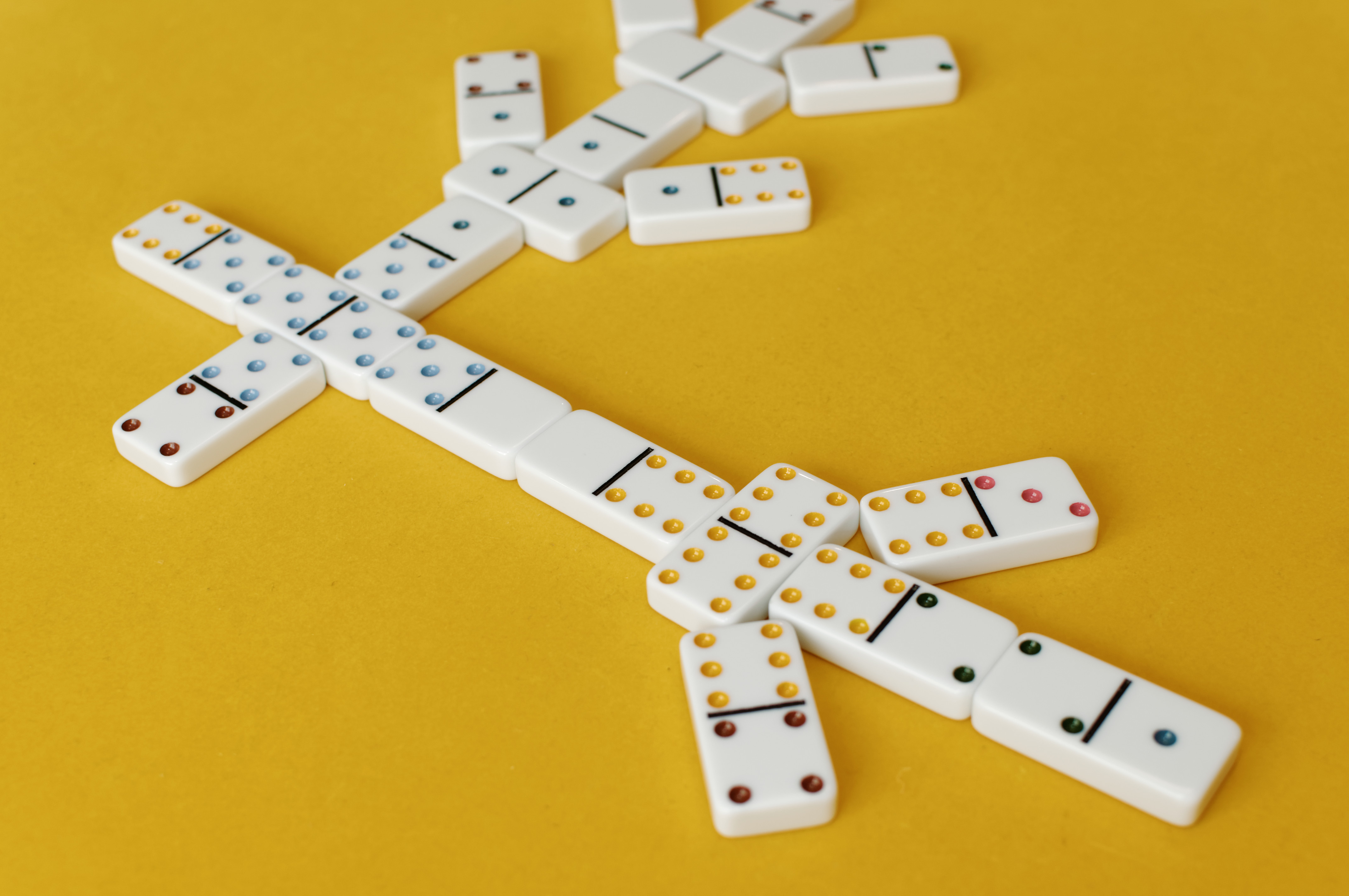
Um jogo de Pé-de-Galinha em andamento

Pé-de-Galinha ou Chickenfoot, também chamado de Chicken-Foot Dominoes e Chickie Dominoes,  é um jogo de dominó da família "Trem" para 2 a 12 jogadores, inventado por Louis e Betty Howsley em 1987.  O Pé-de-Galinha é jogado em rodadas, uma rodada para cada duplo no conjunto, e é recomendado para 4 a 7 jogadores.

## Objetivo
O objetivo do jogo é ter a menor pontuação ao final da última rodada. Para cada rodada, o objetivo é que o jogador terminar as pedras de sua mão jogando-os na mesa.

## Configuração
As pedras são primeiro viradas para baixo e misturadas. Em seguida, cada jogador escolhe 7 pedras para formar sua mão. Com mais de 4 jogadores, o jogo requer um conjunto de dominó estendido (um duplo-9, por exemplo). O número de pedras compradas pode ser aumentado quando menos jogadores estiverem usando um conjunto maior (por exemplo, 4 jogadores usando um conjunto duplo-12 podem comprar 15 pedras). Quaisquer pedras restantes são colocadas de lado, formando o cemitério.

Uma configuração típica de abertura para a primeira rodada de um jogo. Todos os quatro lados do duplo inicial devem ser conectados antes que o jogo possa continuar. (Algumas pessoas jogam que você só completa 3 lados, e não 4. Um se alinha em um ângulo reto com o duplo inicial. Os outros dois vão no lado oposto em ângulos de 45 graus. A forma concluída parece um Y com uma linha no meio, como um pé-de-galinha)

## A primeira rodada
A rodada começa com o duplo mais alto sendo colocado no centro da mesa para iniciar o jogo (usando um conjunto duplo-12, este seria o duplo 12-12). (Em cada rodada seguinte, o próximo duplo mais baixo é colocado como ponto de partida: 11, 10, 9, etc. até a última rodada usando o duplo 0-0).
Apenas na primeira rodada, todos compram uma única pedra do cemitério. O jogador que tirar a maior começa a rodada e todos devolvem a pedra comprada para o cemitério . O jogador inicial deve jogar uma pedra correspondente (um com uma extremidade do mesmo número que o duplo) de sua mão em uma das 4 direções do duplo, com a extremidade correspondente encostada no duplo. O próximo jogador joga outra pedra correspondente no lado restante, e isso continua até que todas as 4 direções sejam preenchidas. Se um jogador não puder jogar porque não tem um dominó correspondente, o jogador deve comprar uma pedra do cemitério. Se essa pedra não corresponder, sua vez passa para o próximo jogador. Nenhuma outra jogada pode ser feita até que todos as 4 direções do duplo sejam preenchidas.
Uma vez que todas as 4 direções do duplo estejam preenchidas, o jogador à esquerda da última pessoa a preencher o duplo pode jogar qualquer pedra sua que corresponda a uma extremidade exposta de uma pedra jogada. Se um jogador não conseguir fazer isso, ele deve comprar uma pedra do cemitério e jogá-la, se possível, ou passar. Se o cemitério foi esvaziado, qualquer jogador que não puder jogar simplesmente passa a vez. Se nenhum jogador puder jogar ou comprar, a rodada termina.

Um exemplo de pé-de-galinha, montado com 4s. Um duplo é jogado com seu lado comprido encostando na ponta do jogo, e nenhuma outra jogada pode ser feita até que 3 pedras iguais tenham sido jogadas no outro lado deste duplo

## Pé-de-Galinha e Dedos do Pé-de-Galinha
Sempre que um jogador jogar um duplo correspondente em uma extremidade do jogo, o jogador fala "Galinha (e o número do duplo)" para indicar que iniciou um novo "pé-de-galinha". Por exemplo, se um jogador jogasse um duplo 4-4 na ponta de uma pedra 6-4, ele colocaria o lado comprido na ponta com o 4 e falaria "Galinha Quatros". Nenhuma outra pedra pode ser jogada até que mais três pedras 4s sejam jogadas no outro lado do 4 duplo. As três pedras jogadas no duplo 4-4 são jogadas no lado longo da pedra oposto ao lado originalmente jogado.
O resultado final será parecido com um pé-de-galinha (daí o nome do jogo) com o duplo tendo uma pedra perpendicular a um lado, e mais 3 pedras, os 'dedos do pé de galinha',  no lado oposto, no meio sendo perpendiculares e as outras duas pedras em 45 graus perpendiculares. Qualquer jogador que não tiver uma pedra igual ao duplo jogado deve comprar uma pedra do cemitério e jogá-la se possível ou passar a vez. Uma vez que 3 pedras iguais iguais são jogadas para terminar o pé-de-galinha, o próximo jogador pode jogar uma pedra em qualquer extremidade correspondente, incluindo qualquer uma das 3 ramificações do novo pé-de-galinha.

## Terminando uma rodada
Uma rodada termina quando um dos jogadores joga a última pedra de sua mão ou nenhum jogador puder fazer uma jogada legal. A última situação pode ocorrer se alguém jogar um duplo que não tem mais 3 pedras livres restantes para jogar e o cemitério está vazio.
No final de cada rodada, cada jogador soma os números das pedras em sua mão, que se torna sua pontuação para aquela mão e é adicionado ao total. Em cada rodada subsequente, o duplo mais alto que ainda não foi usado para iniciar uma rodada inicia a próxima rodada. Quando uma rodada para cada duplo tiver sido jogada, o jogo termina e o jogador com menor pontuação vence.
Um jogo não pode terminar com a última pedra sendo um duplo. Se ocorrer, o jogador que jogou o duplo ganha 50 pontos. Um jogador que tiver o duplo 0-0 em mãos no final de uma rodada ganha 50 pontos, já uma pedra com uma ponta branca vale somente o valor de sua outra ponta. 
 